# Torwood
Torwood ist eine Ortschaft in der schottischen Council Area Falkirk. Sie liegt etwa sieben Kilometer nordwestlich von Falkirk und neun Kilometer südöstlich von Stirling. Die nächstgelegene Stadt ist das drei Kilometer entfernte Larbert. Torwood ist über die A9 direkt an das Fernstraßennetz angeschlossen.

## Geschichte
Im 15. Jahrhundert ernannte König Jakob III. den Clan Forrester zum Bewahrer der königlichen Wälder von Torwood. Wahrscheinlich im Jahre 1566 ließ Alexander Forrester of Garden seinen Sitz Torwood Castle errichten. 1585 nahmen die Earls of Angus und Mar die Burg ein. Nachdem die Burg im frühen 17. Jahrhundert für kurze Zeit den Baillies zugefallen war, kam sie 1653 in den Besitz der Forresters of Corstorphine. Heute ist Torwood Castle nur noch als Ruine erhalten. Wann Torwood Castle aufgegeben wurde, ist nicht überliefert. Es ist als Denkmal der höchsten Kategorie A eingestuft. Eine nahegelegene Römerstraße sowie der Broch von Tappoch sind als Scheduled Monuments klassifiziert.
Im Jahre 2011 lebten 245 Personen in Torwood.